# Измаильский историко-краеведческий музей Придунавья
Измаильский историко-краеведческий музей Придунавья (укр. Ізмаїльський історико-краєзнавчий музей Придунав'я) — краеведческий музей в городе Измаиле, Одесская область, Украина.

## Общие сведения

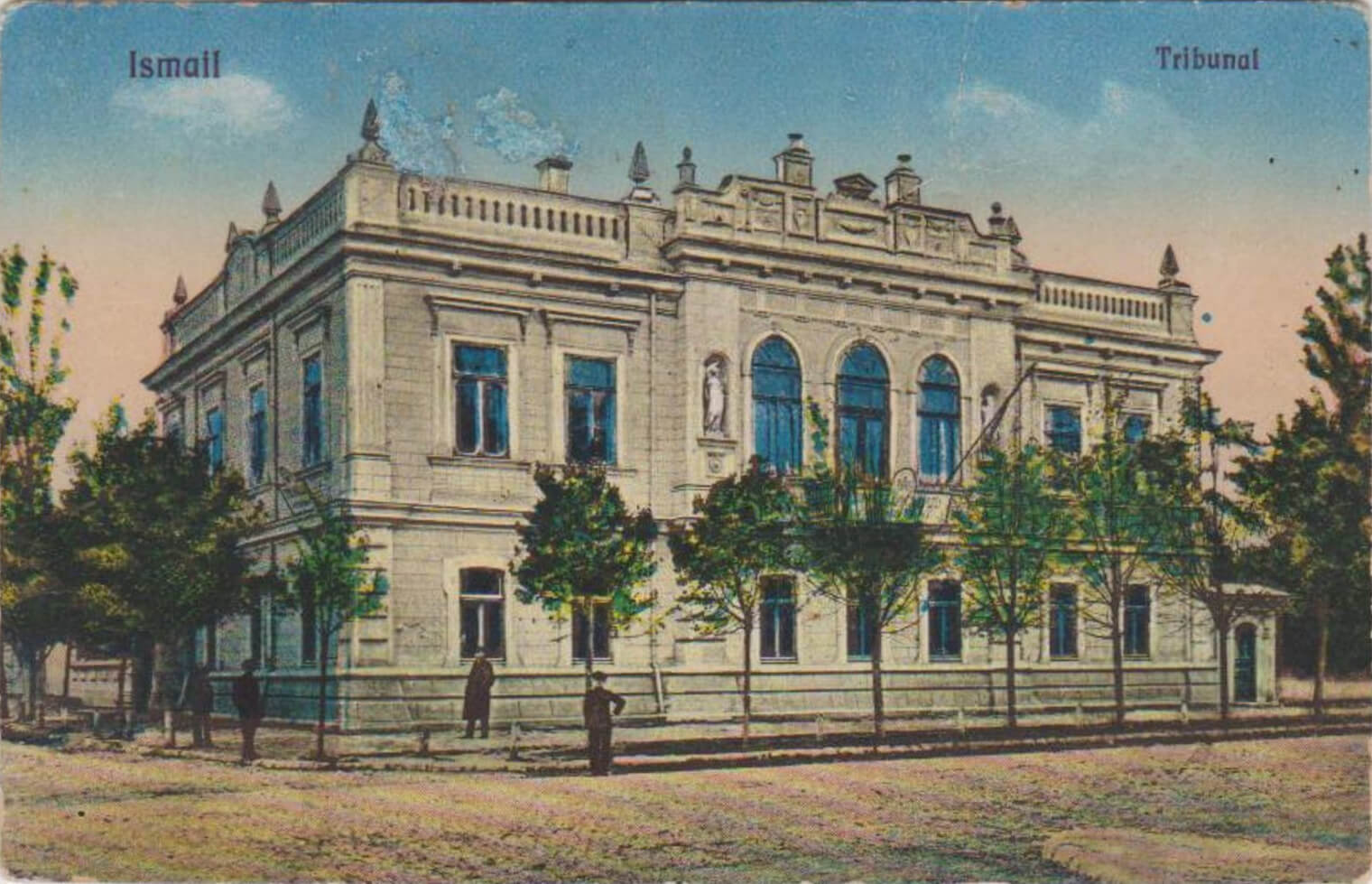
Особняк Тульчиановых, начало XX века

Музей расположен в центре города Измаила в старинном двухэтажном особняке конца XIX в., принадлежавшем городскому голове Измаила, купцу I гильдии Ф. П. Тульчианову.
Музей основан в 1990 году. Экспозиционная площадь составляет около 800 кв.м. Для посетителей открыто пять залов и фойе первого этажа и три зала и галерея второго этажа. Для посещения также открыт двор музея с цветниками, деревьями и экзотическими кустарниками. Во дворе расположен старинный двухэтажный флигель XIX века в балканском стиле с деревянной галереей второго этажа и угловой башней, в котором находится часть музейного хранилища. В процессе создания на части музейного двора — экспозиция этнического комплекса «Бессарабское подворье».

## Экспонаты
За двадцать лет существования в музее собрано свыше 35000 экспонатов культурно-исторического значения, характеризующих город и край в разные хронологические периоды. Представлены такие группы хранения как археология, нумизматика, фалеристика, историко-бытовые предметы, предметы искусства, карты, документы и фотографии, кино-фото-фоно документы, природные предметы и образцы неживой природы. В коллекциях Музея находятся уникальные вещи из археологических раскопок на территории края, драгоценные украшения и монеты, бытовые предметы — разнообразная керамика, старинная столовая посуда, мебель, часы, музыкальные инструменты, образцы народной и светской одежды, аксессуары, атрибутика, культовые предметы, коллекции минералов и палеонтологии.

## Выставки
Экспозиция музея в настоящее время не является постоянной. В экспозиционных залах размещены различные выставки. Так, в залах первого и второго этажа можно познакомиться с выставками:
- «Смил-Синил-Измаил», созданной на материалах археологических раскопок разных объектов на территории бывшей крепости Измаил и документах из фондов музея и Измаильского архива;Фрагмент выставки «Южная Бессарабия в огне Второй Мировой»

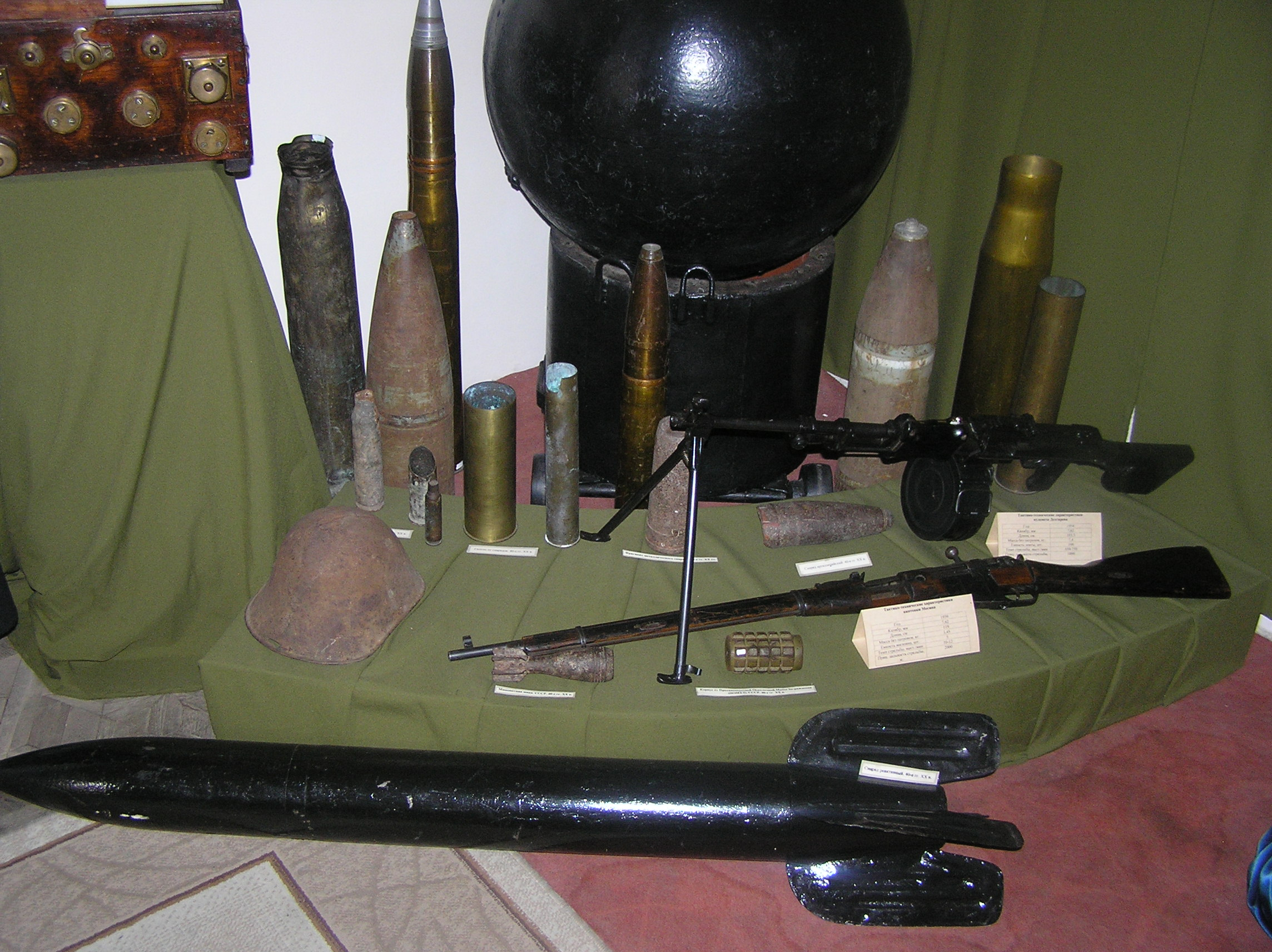
Фрагмент выставки «Южная Бессарабия в огне Второй Мировой»

- «Окно в прошлое Придунайского края», представляющая историю заселения и развития края в XIX – первой трети XX века.
- «Южная Бессарабия в огне Второй Мировой» – рассказывающая про  оборону Придунайского края, народную борьбу против румынского оккупационного режима в 1941-1944 гг., освобождение края от немецко-румынских захватчиков в августе 1944 г.
- «Сокровища морских глубин», демонстрирующая природные коллекции обитателей озер и рек Придунайского края и Чёрного моря, а также экзотические образцы из дальних стран;
- «Украинская народная игрушка», представляющая образцы старинных и современных поделок из различных материалов;
- «Волшебный мир природы», посвященная флоре и фауне Придунайского края;
- «Не знает память тленья», рассказывающая о евреях в городе Измаиле с давних времен до сегодняшних дней
- "Каса маре - семейных храм", посвященная истории и культуре молдаван Придунайского края на примере проведения свадебного обряда, в котором отражены региональные традиции.

## Театр "Софокл"
При музее действует народный театр «Софокл», созданный в 1999 году. Народный театр Софокл в 2004 г. стал лауреатом Общеукраинского конкурса «Українська мова – мова єднання» (третье место в номинации «На видноті всього світу»), в 2006 г. - лауреатом фестиваля – конкурса «Театральная весна» в номинации «Театр исторического костюма».

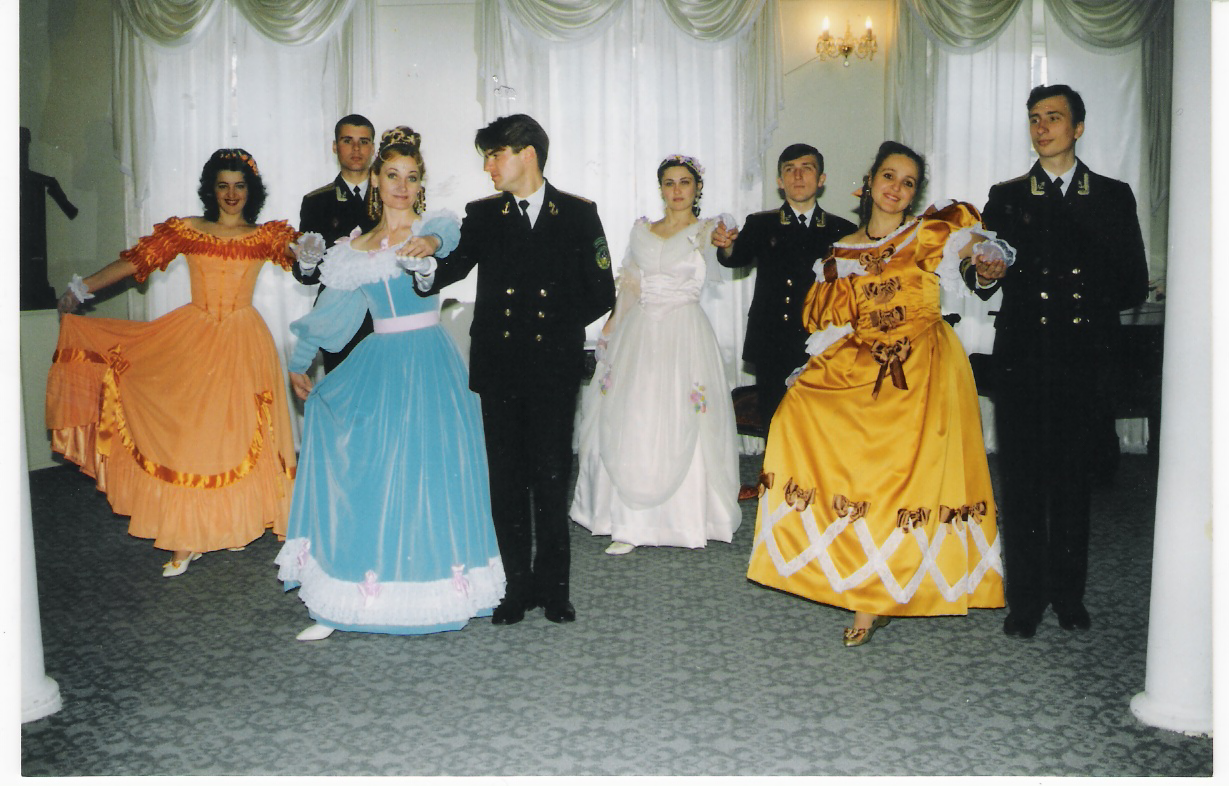
Участники театра "Софокл" на демонстрации представления

Творческой группой музея методом реконструкции были воссозданы образцы костюмов разных эпох — Киевской Руси X—XI вв., аристократической и народной одежды XVI—XIX вв. Театр, в котором задействованы сотрудники музея, демонстрирует представления «От Киева до Парижа», «Самовары и традиции чаепития» «Секреты старинного сундука», «Масленица — праздник солнца», разрабатывает новые мини-спектакли. Музейный театр пользуется особой популярностью и является единственным на Украине в своем роде.

## Галерея
|  |